# Fabio Coltorti
Fabio Coltorti (Kriens, Suiza, 3 de diciembre de 1980) es un exfutbolista suizo. Jugaba de guardameta.

## Trayectoria
Se formó como jugador en las categorías inferiores del SC Kriens, club con el que debutó en la Super Liga Suiza y en el que militó durante dos temporadas (1999-2001); posteriormente defendió la portería del Schaffhausen durante dos campañas (2001-2003), en las que disputó un total de 60 partidos.
Sus buenas actuaciones bajo los palos le llevaron a incorporarse al FC Thun, con el que jugó 58 partidos en dos temporadas (2003-2005) para fichar posteriormente por el Grasshopper-Club, en el que disputó 77 partidos y con el que también participó en la Copa de la UEFA.
En agosto de 2007 fichó por las siguientes cuatro temporadas por el Real Racing Club de Santander de la liga española de fútbol. Su traspaso costó un millón de euros.
El 18 de septiembre de 2008 jugó de titular en el debut del Racing de Santander en la Copa de la UEFA. También jugó de titular el último partido que disputó el equipo cántabro en la competición europea frente al Manchester City el 18 de diciembre de 2008 en el Sardinero.
En junio de 2011 acabó contrato con el Racing de Santander y firmó por un año con el Football Club Lausanne-Sport.
Posteriormente fichó por el R. B. Leipzig, equipo patrocinado desde 2009 por la empresa de bebidas Red Bull con la intención de llevarlo desde la quinta categoría hasta la disputa de la Bundesliga alemana. 
A su llegada, en la campaña 2012/13, el equipo se encontraba en la Regionalliga Nord y consiguió el ascenso a la 3. Liga. En la temporada 2014-2015 fue muy comentado el gol que consiguió en el último minuto de juego contra el Darmstadt 98, que dio la victoria a su equipo y la posibilidad de ascender de categoría.

## Selección nacional
Es internacional absoluto con la selección de fútbol de Suiza y debutó defendiendo la elástica de su país frente a la Escocia, a domicilio (1-3), el 1 de marzo de 2006. Sus buenas actuaciones con el Racing le llevaron de nuevo a ser convocado en 2007, con grandes actuaciones en partidos como en el que Suiza venció por 2-1 a los Países Bajos el 22 de agosto de 2007.

## Clubes
| Club                         | País     | Temporada | Encuentros disputados | Goles encajados |
| ---------------------------- | -------- | --------- | --------------------- | --------------- |
| SC Kriens                    | Suiza    | 1999-2001 | 12                    | ¿?              |
| FC Schaffhausen              | Suiza    | 2001-2003 | 60                    | -47             |
| FC Thun                      | Suiza    | 2003-2005 | 62                    | -84             |
| Grasshopper-Club Zürich      | Suiza    | 2005-2007 | 104                   | -130            |
| Racing de Santander          | España   | 2007-2011 | 54                    | -70             |
| Football Club Lausanne-Sport | Suiza    | 2011-2012 | 24                    | -41             |
| RB Leipzig                   | Alemania | 2012-2018 | 49                    | -45             |
| Total carrera                |          |           | 293                   | -370            |